# Ceratopogonidae
I Ceratopogonidi (Ceratopogonidae Newman, 1834) sono una famiglia di insetti dell'ordine dei Ditteri (Nematocera: Culicomorpha) conosciuti nell’Agro Romano con il nome di sarapiche   e nel Grossetano come serafìche. Strettamente correlati ai Chironomidae, differiscono sostanzialmente da questi per la presenza di mandibole funzionali e, di conseguenza, dal differente comportamento delle femmine adulte che, in molte specie, sono ematofaghe. Nella nomenclatura vernacolare gli anglosassoni distinguono i Ceratopogonidi dai Chironomidi proprio per questo particolare morfologico e funzionale: i primi sono infatti chiamati biting midges ("moscerini pungenti"), i secondi no-biting midges ("moscerini non pungenti").
La relazione diretta con l'Uomo e gli animali domestici e la frequente possibilità di trasmissione di agenti patogeni attribuisce a questa famiglia un particolare interesse sotto l'aspetto medico-sanitario e veterinario.

## Descrizione
Gli adulti sono moscerini di dimensioni mediamente inferiori a quelle dei Chironomidi, con corpo lungo 1-5 mm, frequentemente 2–3 mm. La livrea è poco appariscente, di colore nerastro, grigiastro o bruna.
Il capo di forma globosa, è provvisto di grandi occhi e privo di ocelli, porta antenne di 14-15 articoli. L'antenna dei maschi ha verticilli di setole appressate, perciò l'organo non si presenta largamente piumoso come nei maschi dei Chironomidi; l'antenna delle femmine è invece moniliforme. L'apparato boccale delle femmine è, di norma, di tipo pungente-succhiante, con stiletti meno allungati rispetto ai Culicidi. Le mandibole sono brevi e taglienti, atte più a lacerare che a perforare, le mascelle hanno la galea sottile e acuminata, atta a perforare, e i palpi lunghi, composti da 5 articoli e provvisti di un organo sensoriale specifico nel terzo segmento, la prefaringe è appiattita. Il labbro superiore e quello inferiore sono conformati a doccia. La suzione è svolta dal canale alimentare formato dal lato orale del labbro superiore (epifaringe), mentre l'immissione della saliva avviene attraverso il canale salivare compreso nella prefaringe. Il labbro inferiore svolge la funzione di alloggiamento degli stiletti boccali in fase di riposo. Nei maschi, le appendici boccali sono meno robuste e meno sviluppate.
Il torace è dorsalmente convesso, spesso carenato longitudinalmente. Le zampe sono relativamente lunghe e sottili ma non in modo marcato come nei Chironomidi. Le ali sono ben sviluppate e larghe, in fase di riposo ripiegate orizzontalmente sull'addome e reciprocamente sovrapposte. Spesso recano pigmentazioni zonali (in particolare in Culicoides) e sono rivestite di setole di vario sviluppo (microtrichi e macrotrichi). Come nei Chironomidi, le nervature anteriori sono marcatamente più sclerificate ed evidenti di quelle posteriori, ma nei Ceratopogonidi è caratteristica la concentrazione delle nervature radiali nella zona prossimale-costale dell'ala. La costa si estende fino a circa la metà del margine anteriore o nella metà distale, interrompendosi in corrispondenza della confluenza del ramo posteriore della radio. La subcosta è poco accennata e decorre nello stretto spazio compreso fra la costa e la radio. 
| |  |
| Nervature alari nei generi Culicoides (in alto a sinistra), Forcipomyia (in alto a destra) e Leptoconops (a lato) Legenda. C: costa; Sc: subcosta; R: radio; M: media; Cu: cubito; A: anale; r-m: radio-mediale; RC: cellule radiali. |  |

La configurazione della radio, nei Ceratopogonidi più rappresentativi, è particolare e li contraddistingue nettamente dai Chironomidi. Questa nervatura, fortemente sclerificata, è più o meno parallela e ravvicinata al margine costale e si suddivide in due soli rami, di lunghezza relativamente breve, con settore radiale brevissimo. I due rami della radio possono decorrere distinti e confluire sulla costa (es. Leptoconops e Forcipomyia) oppure riunirsi per un tratto più o meno lungo, per poi separarsi nuovamente e confluire sulla costa (es. Culicoides). Questa conformazione fa sì che nei Ceratopogonidi siano presenti una o due cellule radiali chiuse, indicate rispettivamente come RC1 e RC2. La conformazione e il numero delle cellule radiali è un carattere spesso preso in considerazione nella determinazione tassonomica dei Ceratopogonidi.
La media è marcatamente sclerificata solo nel tratto basale, fino alla confluenza della radio-mediale (r-m). Dopo questa si biforca in M1 e M2 (ad esempio in Culicoides e Forcipomyia) oppure restare indivisa (es. in Leptoconops). La radio-mediale (r-m) può essere presente (Culicoides e Forcipomyia) oppure assente (Leptoconops).
La cubito, anch'essa meno sclerificata delle nervature anteriori, ha una conformazione che rispecchia quella ricorrente in molti Nematoceri: si biforca nei due rami CuA1 e CuA2. Posteriormente a questa decorre una falsa vena, Cu2 o CuP secondo gli Autori, interpretata come ramo posteriore della cubito. Le nervature anali sono rappresentate solo da A1. Il lobo anale è poco evidenziato.
Le larve sono spesso morfologicamente affini a quelle dei Chironomidi, con le quali possono essere confuse. Sono apode, in genere sottili e cilindriche, fornite di capsula cefalica più o meno evidente e di pseudopodi nel protorace e nell'ultimo urite, oppure solo nell'ultimo urite. La regione anale è provvista di papille branchiali retrattili. In diverse specie le larve hanno il tegumento ornato da setole spiniformi portate su tubercoli. Un carattere morfoanatomico comune ai Ceratopogonidi e assente nei Chironomidi è il marcato sviluppo dell'apparato cefalo-faringeo, con due uncini divergenti e, fra questi, un pettine di rilievo.
La pupa presenta due caratteristici processi appuntiti nell'ultimo segmento.

## Biologia

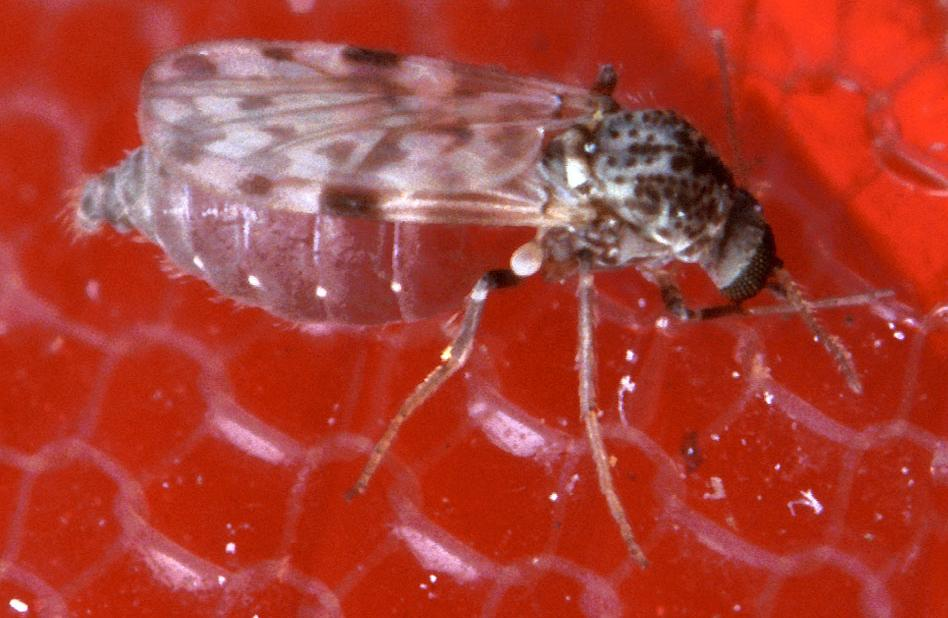
Femmina di Culicoides sonorensis, un ceratopogonide ematofago.

L'aspetto principale dell'etologia degli adulti riguarda la nutrizione. Contrariamente ai Chironomidi, i quali non si nutrono o sono glicifagi, la dieta delle femmine della maggior parte dei Ceratopogonidi richiede un sostanziale apporto proteico al fine di completare la maturazione delle uova, rendendole sostanzialmente zoofaghe. La zoofagia delle femmine si manifesta, secondo le specie, in vari modi. Alcuni Ceratopogonidi sono ematofagi e assumono le proteine succhiando il sangue dai vertebrati, compreso l'Uomo. I Ceratopogonidi non ematofagi sono invece sostanzialmente predatori di invertebrati e assumono le proteine dall'emolinfa di altri insetti (in particolare odonati, lepidotteri, altri nematoceri) o, addirittura, del maschio della stessa specie durante l'accoppiamento. Un aspetto particolare dell'etologia dei Ceratopogonidi zoofagi è la notevole aggressività di molte specie, che si manifesta con comportamenti singolari ma emblematici. Diversi Culicoides ematofagi, ad esempio, manifestano la loro aggressività cercando di penetrare con insistenza fra i capelli o sotto i vestiti. Un'altra specie dello stesso genere, il Culicoides anophelis, arriva ad aggredire le femmine di zanzare per sottrarre loro il sangue che hanno succhiato restando attaccata alla preda per alcuni giorni.
Tutti i maschi e anche le femmine di diverse specie hanno invece un regime dietetico glicifago e si nutrono di nettare. Fra queste specie alcune, comprese nel genere Forcypomyia, svolgerebbero un ruolo fondamentale nell'impollinazione del cacao. Altre specie sono invece saprofaghe.
Gli habitat colonizzati dalle larve dei Ceratopogonidi sono eterogenei ma sempre riconducibili ad ambienti acquatici o, comunque, ricchi di umidità. Le larve acquatiche sono associate ad ambienti acquatici o di transizione sia continentali sia marini: si rivengono perciò in laghi, stagni, pozze d'acqua di varia natura, ma anche in zone di transizione fra acque dolci e marine, come ad esempio le mangrovie, gli stagni costieri, le foci ad estuario, e in ambienti prettamente marini, come i litorali sabbiosi. Spesso si insediano nei fondali sabbiosi o in ammassi di alghe o altro materiale in decomposizione. Alcuni Ceratopogonidi sono tipicamente associati a particolari microecosistemi acquatici, denominati fitotelmi (containers habitats o phytotelmata fra gli anglosassoni), rappresentati dai liquidi trattenuti in virtù della morfologia dell'apparato vegetativo aereo delle piante, come ad esempio l'ascella delle foglie nelle Bromeliaceae. Molte larve di Ceratopogonidi sono infine associate ad ambienti terrestri, ma sempre caratterizzati dalla presenza di un substrato molto umido (incavi nella corteccia degli alberi, terreno umido, lettiere). La dieta delle larve è eterogenea e comprende detriti organici, microrganismi, alghe e piccoli invertebrati.

## Aspetti medico-sanitari
I Ceratopogonidi ematofagi fanno capo, in gran parte, ai generi Leptoconops e Culicoides. Sono noti per la loro puntura particolarmente dolorosa e irritante, che causa reazioni allergiche fastidiose e di lunga durata a causa della marcata azione istaminica della saliva. L'irritazione cutanea dura in genere diversi giorni, fino a superare anche le due settimane. A prescindere dall'azione diretta, la pericolosità di questi insetti è dovuta soprattutto alla possibile trasmissione di agenti patogeni infettivi, nei confronti dell'Uomo e/o degli animali domestici, rappresentati da protozoi, filarie e virus.
Fra le malattie infettive trasmesse da Ceratopogonidi si ricorda la Febbre catarrale degli ovini, affezione virale più conosciuta come Bluetongue o morbo della Lingua blu.

## Distribuzione

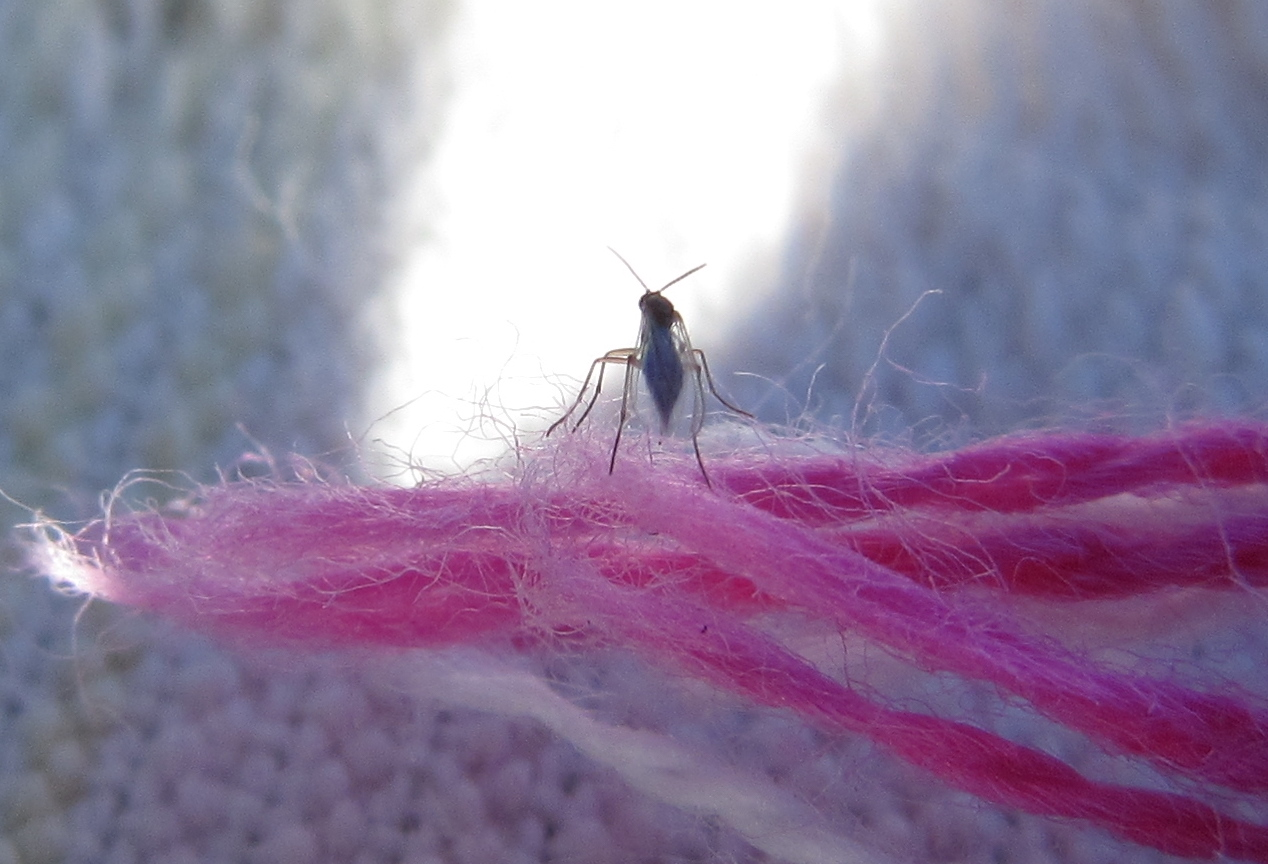
Serafìca ripresa in provincia di Grosseto sul bordo di un telo da mare, per evidenziarne le minuscole dimensioni.

I Ceratopogonidi sono una famiglia cosmopolita, ampiamente distribuita in tutte le regioni zoogeografiche della Terra. In Europa sono presenti quasi 600 specie.
In Italia è segnalata la presenza di circa un centinaio di specie, appartenenti a 13 generi per lo più cosmopoliti, ma sussistono diversi dubbi sulla effettiva presenza o distribuzione di diverse specie. I generi più rappresentati sono: Culicoides con oltre 50 specie, Dasyhelea con 10 specie, Forcipomyia con 6 specie, Atrichopogon, Leptoconops e Palpomyia, ciascuna con 5 specie, Bezzia con 3 specie. Con una o due specie sono inoltre rappresentati i generi Alluaudomyia, Mallochohelea, Probezzia, Serromyia, Sphaeromias e Stilobezzia.
La diffusione dei Ceratopogonidi ematofagi costituisce una vera e propria piaga in alcune regioni della Terra adiacenti a zone umide fra cui le regioni tropicali in generale, la Scozia occidentale, le regioni costiere atlantiche del Nordamerica, dal Canada alla Florida. Problemi analoghi, a danno di uomini e animali, sono stati segnalati tra la fine della primavera e l'inizio dell'estate anche in Italia, in località costiere della provincia di Grosseto, ad opera di ceratopogonidi del genere Leptoconops.

## Sistematica
I Ceratopogonidi comprendono circa 5400 specie descritte. La sistematica interna è ancora incerta in merito all'inquadramento di diversi taxa, sia esistenti sia fossili, e alla nomenclatura delle specie. Una dettagliata lista dei Ceratopogonidi esistenti ed estinti è stata redatta da BORKENT nel 2006 e aggiornata al 2008
- Ceratopogoninae
  - Tribù Ceratopogonini
  - Tribù Culicoidini
  - Tribù Heteromyiini
  - Tribù Palpomyiini
  - Tribù Sphaeromiini
  - Tribù Stenoxenini
- Dasyheleinae
- Forcipomyiinae
- Leptoconopinae

Ai taxa attualmente esistenti si aggiungono molte specie estinte, in gran parte rinvenute in fossili risalenti al Cretacico inferiore o superiore. I ceratopogonidi di maggiore interesse rientrano nelle sottofamiglie dei Ceratopogoninae e dei Leptoconopinae, che sono peraltro le più rappresentative in merito al numero di specie.